# Hélène Dutrieu
Hélène Dutrieu (Tournai, 10 luglio 1877 – Parigi, 26 giugno 1961) è stata una ciclista e aviatrice belga, pioniere dell'aviazione.

## Biografia

### Infanzia
Hélène Dutrieu nacque il 10 luglio 1877 a Tournai, Belgio. Figlia di un ufficiale dell'esercito belga. Lasciò la scuola a 14 anni per guadagnarsi da vivere.

### Successi nel ciclismo
Diventò una ciclista professionista per la squadra «Simpson Lever Chain». Nel 1895 stabilì il record mondiale femminile di distanza percorsa in un'ora. Nel 1897 e 1898 vinse i mondiali di velocità su pista a Ostenda, Belgio, e si guadagnò il soprannome “La Flèche Humaine” (“La freccia umana”). Nell'agosto 1898 vinse il «Grand Prix d'Europe» e in novembre «Course de 12 Jours» (corsa dei 12 giorni) a Londra. Leopoldo II del Belgio premiò Dutrieu con la «Croce di Sant'Andrea con diamanti» in onore dei suoi successi ciclistici. In seguito iniziò a esibirsi nelle music-hall come ciclista acrobatica in spettacoli di varietà. Nel settembre 1903 si esibì all'Olympia di Londra. La Dutrieu divenne un personaggio di successo come ciclista, motociclista e pilota automobilistica acrobatica.

### Risultati in aviazione
Nel 1908 la fabbrica «Clément-Bayard» propose alla Dutrieu di pilotare il monoplano ultraleggero n. 19 Demoiselle, progettato da Alberto Santos-Dumont. Dutrieu, però, si schiantò al decollo durante il primo volo e l'aereo ne uscì distrutto. In seguito ella pilotò con successo e volò da sola su un aeroplano. Il 19 aprile 1910 compì quello che si ritiene il primo volo di una donna con un passeggero. Il 25 novembre 1910 la Dutrie fu la quarta donna al mondo, e la prima belga, a ottenere la licenza di pilota d'aeroplano, la n. 27 dell'Aéro-Club de Belgique. Per le sue esibizioni negli spettacoli aerei ottenne il soprannome “La ragazza falco”. Nel settembre 1910 compì un volò non-stop da Ostenda a Bruges. Dal 26 settembre al 1º ottobre vola, trasportando di frequente passeggeri, alla «settimana dell'aviazione» a Burton upon Trent, Inghilterra.
È stata la prima donna pilota a volare per più di un'ora e il 21 dicembre 1910 fu la prima vincitrice del «Coupe Femina»per un volo non-stop di 167 km in 2 ore e 35 minuti. Nel 1911 vinse ancora temporaneamente la Coupe Femina con 254 km in 2 ore 58 minuti ma il premio quell'anno fu poi vinto da Marie Marvingt.
Dal 5 giugno al 18 giugno 1911 sul campo di aviazione di Marisabella (Bari) assieme all'aviatore Elie Mollien, ha dato prova delle sue virtù aviatorie al folto pubblico che assisteva alla manifestazione aerea, la prima del suo genere al sud d'Italia.
Nel settembre 1911 la Dutrieu viaggiò fino agli Stati Uniti con il suo biplano «Henry Farman» type III. Gareggiò per il record di altitudine femminile e per il trofeo «Rodman-wanamaker», in seguito vinto da Matilde Moisant. Nello stesso anno batté 14 piloti maschi vincendo la «Coppa del Re» a Firenze. Nel 1912 divenne la prima donna a pilotare un idrovolante. Nel 1913 è stata la prima aviatrice premiata con la Legion d'onore.

### Prima guerra mondiale e oltre
Durante la guerra mondiale Hélène Dutrieu fu autista di ambulanza all'ospedale «Messimi». In seguito divenne direttrice dell'ospedale militare «Campagne à Val-de Grace». Dopo la guerra fu una giornalista. Nel 1922 si sposò con Pierre Mortier e acquisì la nazionalità francese. Poi diventò vice presidente della sezione femminile dell'«Aéro-club de France». Nel 1953 fu insignita con la «Medaglia dell'Aeronautica». Nel 1956 diede vita alla «coppa Hélène Dutrieu», con l'assegnazione di un premio di 200.000 franchi al pilota francese o belga in grado di compiere il volo non-stop più lungo, ogni anno. 
Morì a Parigi il 26 giugno 1961, a 83 anni e fu sepolta nel Cimitero dei Batignolles, a Parigi.